# سيرجيو البيول
سيرجيو البيول (بالإسبانية: Sergio Albiol)‏ هو لاعب كرة قدم إسباني في مركز الدفاع، ولد في 11 مارس 1987 في مالقة في إسبانيا. لعب مع La Roda CF ‏.

## وصلات خارجية
- سيرجيو البيول على موقع قاعدة بيانات كرة القدم.إي يو (الإنجليزية)
- سيرجيو البيول على موقع Soccerway.com (الإنجليزية)